# 季梅爾卡
51°4′14″N 31°3′49″E / 51.07056°N 31.06361°E
季梅爾卡（烏克蘭語：Димерка），是烏克蘭北部的村莊，隸屬切爾尼希夫州的切爾尼希夫區。該村始建於1564年，面積0.67平方公里，海拔高度113米，2014年人口122，人口密度每平方公里183.5人。